# Уджарский район
Уджарский район (азерб. Ucar rayonu) — район в центральной части Азербайджана. Административный центр — город Уджар.

## Этимология
Существует несколько мнений о происхождении названия района и истории его создания. По некоторым данным название района произошло от слова «полетит» на азербайджанском языке. Другие источники предполагают, что название района было взято из названия племени «уджар», жившего в Ширване.
По некоторым версиям, слово «Ucar» происходит от слова «отдаленный», хотя в настоящее время район расположен в центральной части.

## История
Уджарский район образован 24 января 1939 года.
Территория Уджарской области входила в состав Ширванского беглярбекства, позднее Шамахинского ханства.
С 10 апреля 1840 года в ходе административной реформы район находился в составе Каспийской области.
В результате административной реформы 1846 года район вошёл в состав Шамахинской губернии. После землетрясения в Шамахе 1859 года центр губернии переместился в Баку.
В декабре 1867 года в Бакинской губернии был создан Геокчайский уезд. Территория уджарского района стала частью Геокчайского уезда.
До 1939 года территория района входила в состав Геокчайского района. 24 января 1939 года из 14 сельсоветов Геокчайского района был образован Уджарский район.
В 1963 году был упразднен Зердабский район. Его территория (856 км²) была включена в состав Уджарского района.
В 1965 году Зердабский район был восстановлен и отделен от Уджарского района.

## География
Уджарский район расположен в 234 км к западу от Баку на Ширванской равнине. Граничит на севере с Гейчайским районом, на востоке Кюрдамирским, на юге с Зердабским и с Агдашским районами на западе. Географическое положение района довольно благоприятное. Через Уджарский район проходит железная дорога Баку — Тбилиси, автомагистрали Баку — Гянджа, Гёйчай — Зердаб.
Расположен в низменности. Восточная и юго-восточная части района расположены ниже уровня моря. Распространены антропогенные отложения. Присутствуют луговые почвы.
Территория района составляет 83 км2. Земельный фонд составляет 83 398 гектар.
Главные реки — Гёйчай, Турианчай, Тиканлычай, Агчай (Галачай), Бумчай и Дамир-Апаранчай. Действует Верхне-Ширванский канал.
Тиканлычай в качестве главной реки берет свое начало с юго-западного склона горы Базардюзю (3 680 м). У реки 10 притоков.
Река Гёйчай начинается от горной системы Лахидж — западного склона Ковдага (1 980 м).
На территории района присутствуют тугайные леса. Из животных обитают волк, шакал, лиса. Из птиц присутствуют турачи, фазаны.
Климат засушливый, полупустынный.

## Административное устройство
Уджарский район насчитывает один город Уджар и 28 сёл: Аликенд, Алпоут, Алпы, Анвер-Меммедханлы, Багбан, Багырбейли, Бергюшад, Боят, Газъян, Газыгумлаг, Гарадаглы, Гараджаллы, Гулябенд, Гярайбейли, Карабёрк, Кючакянд, Лек, Меликбаллы, Мюсюслю, Пиркянд, Рамал, Рестеджа, Тезе-Шилян, Тюркяджи, Халядж, Чийни, Шахлыг, Юхары-Чийни, Юхары-Шилян

## Население
Согласно переписи населения 1939 года, в Уджарском районе Азербайджанской ССР азербайджанцы составляли 88,4 %, лезгины — 6,7 %.
По состоянию на 2009 год в Уджарском регионе насчитывалось 77 900 человек, из которых 22 % были городские жители и 78 % сельские. 99,7 % населения — азербайджанцы.
Численность населения в 2010 году составила 71,9 тыс. человек. К 2018 году эта цифра достигла 87,7 тысяч.
На 1 января 2022 года численность населения составила 90,5 тыс. чел. Численность городского населения составила 18 281 человек (города Уджар) (20,19 %). Численность сельского населения составила 72 247 чел. (79,81 %).

## Экономика
Развито зерноводство, хлопководство, разведение домашнего скота, выращивание барбариса, сухих субтропических фруктов, виноградарство, выращивание дыни, птицеводство.
В 1902 году был построен завод по обработке солодкового корня. Этот завод является первым промышленным предприятием Уджара. В 1953 году на фабрике вспыхнул пожар, и в результате завод сгорел. После пожара завод приостановил свою деятельность на определенный период времени, и с 1956 года функционирует как консервный завод.
На 2021 год действует 21 промышленное предприятие.

## Инфраструктура
В районе действует 1 поликлиника на 110 коек, 14 поликлиник. Действует 45 общеобразовательных учреждений, 38 библиотек, 2 музея